# Castelo de Châtillon-Coligny
O Château de Châtillon-Coligny é um castelo, depois substituído por um castelo menor, na comuna de Châtillon-Coligny, no departamento de Loiret na região central da França.

## Localização
O castelo foi erguido em um planalto que domina o vale de Loing.
O castelo atualmente é propriedade privada. O laranjal e os terraços foram classificados desde 1930 e a torre de menagem é um bem classificado desde 1949 como monumento histórico pelo Ministério da Cultura da França.